# Campeonato Mundial de Ciclismo em Estrada Júnior
O Campeonato Mundial de Ciclismo em Estrada Juvenil (em inglês UCI Juniors Road World Championships) é o Campeonato mundial de ciclismo de estrada organizado pela União Ciclista Internacional para ciclistas de categoria junior, de 17 e 18 anos de idade. Quatro provas são organizadas: corrida em linha e contrarrelógio para homens e mulheres.
A primeira edição foi em 1975, disputando-se só a corrida em linha para homens. Em 1987, acrescentou-se a corrida em linha para mulheres e em 1994 e 1995 a contrarrelógio para ambos respectivamente.
Desde 2011, disputam-se durante o Campeonato mundial de ciclismo de estrada. Anteriormente, de 1997 a 2004, levaram-se a cabo durante os Campeonatos mundiais de ciclismo de estrada. Entre 2005 e 2009, desenvolveram-se dentro do campeonato mundial de ciclismo em pista júnior e antes de 1997 e em 2010 disputaram-se em forma separada.

## Edições
| Ano  | País              | Cidade                   |
| ---- | ----------------- | ------------------------ |
| 1975 | Suíça             | Orbe e Le Chalet-à-Gobet |
| 1976 | Bélgica           | Liège                    |
| 1977 | Áustria           | Viena                    |
| 1978 | Estados Unidos    | Washington               |
| 1979 | Argentina         | Buenos Aires             |
| 1980 | México            | Cidade do México         |
| 1981 | Alemanha Oriental | Grimma                   |
| 1982 | Itália            | Marsciano e Deruta       |
| 1983 | Nova Zelândia     | Wanganui                 |
| 1984 | França            | Beuvron                  |
| 1985 | Alemanha          | Stuttgart                |
| 1986 | Marrocos          | Casablanca               |
| 1987 | Itália            | Bérgamo                  |
| 1988 | Dinamarca         | Odense e Vissenbjerg     |
| 1989 | União Soviética   | Krylatskoe               |

| Ano  | País           | Cidade           |
| ---- | -------------- | ---------------- |
| 1990 | Reino Unido    | Middlesbrough    |
| 1991 | Estados Unidos | Colorado Springs |
| 1992 | Grécia         | Olímpia          |
| 1993 | Austrália      | Perth            |
| 1994 | Equador        | Quito            |
| 1995 | Itália         | Forlì            |
| 1996 | Eslovênia      | Novo Mesto       |
| 1997 | Espanha        | San Sebastián    |
| 1998 | Países Baixos  | Valkenburg       |
| 1999 | Itália         | Verona           |
| 2000 | França         | Plouay           |
| 2001 | Portugal       | Lisboa           |
| 2002 | Bélgica        | Zolder e Hasselt |
| 2003 | Canadá         | Hamilton         |
| 2004 | Itália         | Verona           |

| Ano  | País           | Cidade            |
| ---- | -------------- | ----------------- |
| 2005 | Áustria        | Salzburg          |
| 2006 | Bélgica        | Francorchamps/Spa |
| 2007 | México         | Aguascalientes    |
| 2008 | África do Sul  | Cidade do Cabo    |
| 2009 | Rússia         | Moscovo           |
| 2010 | Itália         | Offida            |
| 2011 | Dinamarca      | Copenhaga         |
| 2012 | Países Baixos  | Valkenburg        |
| 2013 | Itália         | Florença          |
| 2014 | Espanha        | Ponferrada        |
| 2015 | Estados Unidos | Richmond          |
| 2016 | Catar          | Doha              |
| 2017 | Noruega        | Bergen            |
| 2018 | Áustria        | Innsbruck         |
| 2019 | Reino Unido    | Yorkshire         |
| 2021 | Bélgica        | Flandres          |

## Palmarés masculino

### Corrida em linha
| Ano  | Ganhador                 | Segundo                                        | Terceiro             |
| ---- | ------------------------ | ---------------------------------------------- | -------------------- |
| 1975 | Roberto Visentini        | Ad Verstijlen                                  | Alberto Massucco     |
| 1976 | Ronald Bessems           | Corrado Donadio                                | Jiří Korous          |
| 1977 | Ronny Van Holen          | Per-Ove Carlsson                               | Edwin Menzi          |
| 1978 | Vladimir Makarkin        | Hubert Denstedt                                | Thomas Landis        |
| 1979 | Greg LeMond              | Kenny De Maerteleire                           | Jean-François Dury   |
| 1980 | Roberto Ciampi           | Eric Vanderaerden                              | Serguei Navolokin    |
| 1981 | Beat Schumacher          | Oleg Chuzhda                                   | Philippe Bouvatier   |
| 1982 | Roger Six                | Andreas Lux                                    | Iuri Abramov         |
| 1983 | Søren Lilholt            | Oleg Emel'janov                                | Michael Gozzi        |
| 1984 | Tom Cordes               | Franco Cavallini                               | Alex Pedersen        |
| 1985 | Raymond Meijs            | Evgueni Zagerbelni                             | Jean-Jacques Henry   |
| 1986 | Michel Zanoli            | Richard Luppes                                 | Bart Leysen          |
| 1987 | Pavel Tonkov             | Erik Dekker                                    | Josef Lontscharitsch |
| 1988 | Gianluca Tarocco         | Vassili Davidenko                              | Alessandro Bertolini |
| 1989 | Patrick Vetsch           | Danny Sleeckx                                  | Steffen Wesemann     |
| 1990 | Marco Serpellini         | Igor Dzyuba                                    | Bogdan Fink          |
| 1991 | Jeff Evanshine           | Tony Morphett                                  | Eddy Mazzoleni       |
| 1992 | Giuseppe Palumbo         | Pasquale Santoro                               | Frank Vandenbroucke  |
| 1993 | Giuseppe Palumbo         | Mariano Friedick                               | Michele Rezzani      |
| 1994 | Miguel Morrás Mangado    | Laurent Lefèvre                                | Eladio Jiménez       |
| 1995 | Valentino China          | Ivan Basso                                     | Rinaldo Nocentini    |
| 1996 | Holger Loew              | Jacob Nielsen                                  | Claudio Astolfi      |
| 1997 | Crescenzo D'Amore        | Martin Bolt                                    | Margus Salumets      |
| 1998 | Mark Scanlon             | Filippo Pozzato                                | Eduard Kivichev      |
| 1999 | Damiano Cunego           | Ruslan Kaioumov                                | Christophe Kern      |
| 2000 | Jeremy Yates             | Antonio Bucciero                               | Aleksandr Arekéiev   |
| 2001 | Oleksandr Kvachuk        | Niels Scheuneman                               | Mathieu Perget       |
| 2002 | Arnaud Gérard            | Predefinição:Country data FIM Jukka Vastaranta | Nicolas Sanderson    |
| 2003 | Kai Reus                 | Anders Lund                                    | Lukas Fus            |
| 2004 | Roman Kreuziger          | Rafaâ Chtioui                                  | Simon Špilak         |
| 2005 | Ivan Rovni               | Timofei Kritski                                | Sebastian Hans       |
| 2006 | Diego Ulissi             | Niki Østergaard                                | Tony Gallopin        |
| 2007 | Diego Ulissi             | Daniele Ratto                                  | Elia Favilli         |
| 2008 | Johan Le Bon             | Mattia Cattaneo                                | Sebastian Lander     |
| 2009 | Jasper Stuyven           | Arnaud Demare                                  | Marco Haller         |
| 2010 | Olivier Le Gac           | Jay McCarthy                                   | Jasper Stuyven       |
| 2011 | Pierre-Henri Lecuisinier | Martijn Degreve                                | Steven Lammertink    |
| 2012 | Matej Mohorič            | Caleb Ewan                                     | Josip Rumač          |
| 2013 | Mathieu van der Poel     | Mads Pedersen                                  | Iltjan Nika          |
| 2014 | Jonas Bokeloh            | Alexandr Kulikovskiy                           | Peter Lenderink      |
| 2015 | Felix Gall               | Clément Bétouigt-Suire                         | Rasmus Pedersen      |
| 2016 | Jakob Egholm             | Niklas Märkl                                   | Repto Müller         |
| 2017 | Julius Johansen          | Luca Rastelli                                  | Michele Gazzoli      |
| 2018 | Remco Evenepoel          | Marius Mayrhofer                               | Alessandro Fancellu  |
| 2019 | Quinn Simmons            | Alessio Martinelli                             | Magnus Sheffield     |
| 2020 | Não se disputou          | Não se disputou                                | Não se disputou      |
| 2021 | Per Strand Hagenes       | Romain Grégoire                                | Madis Mihkels        |

### Contrarrelógio
| Ano  | Ganhador                | Segundo             | Terceiro              |
| ---- | ----------------------- | ------------------- | --------------------- |
| 1994 | Dean Rogers             | Heat Sandall        | Laurent Lefèvre       |
| 1995 | Joshua Kane Collingwood | Mirko Lauria        | Cadel Evans           |
| 1996 | Simone Lo Vano          | Mathew Hayman       | Iuri Krivtsov         |
| 1997 | Torsten Hiekmann        | Michael Rogers      | Alexéi Márkov         |
| 1998 | Fabian Cancellara       | Torsten Hiekmann    | Filippo Pozzato       |
| 1999 | Fabian Cancellara       | Rouslan Kaioumov    | Christian Knees       |
| 2000 | Piotr Mazur             | Vladimir Gusev      | Christian Müller      |
| 2001 | Jurgen Van Den Broeck   | Oleksandr Kvachuk   | Niels Scheuneman      |
| 2002 | Mijaíl Ignátiev         | Mark Jamieson       | Vincenzo Nibali       |
| 2003 | Mijaíl Ignátiev         | Dmitrò Hrabovski    | Viktor Renang         |
| 2004 | Patrick Gretsch         | Roman Kreuziger     | Stefan Schäfer        |
| 2005 | Marcel Kittel           | Alexandru Pliușchin | Siarhei Papok         |
| 2006 | Marcel Kittel           | Étienne Pieret      | Tony Gallopin         |
| 2007 | Taylor Phinney          | John Degenkolb      | Nikita Novikov        |
| 2008 | Michał Kwiatkowski      | Jakob Steigmiller   | Taylor Phinney        |
| 2009 | Luke Durbridge          | Lawson Craddock     | Lasse Norman Hansen   |
| 2010 | Bob Jungels             | Jasha Sütterlin     | Lawson Craddock       |
| 2011 | Mads Würtz Schmidt      | James Oram          | David Edwards         |
| 2012 | Oskar Svendsen          | Matej Mohorič       | Maximilian Schachmann |
| 2013 | Igor Decraene           | Mathias Krigbaum    | Zeke Mostov           |
| 2014 | Lennard Kämna           | Adrien Costa        | Michael Storer        |
| 2015 | Leo Appelt              | Adrien Costa        | Brandon McNulty       |
| 2016 | Brandon McNulty         | Mikkel Bjerg        | Ian Garrison          |
| 2017 | Thomas Pidcock          | Antonio Puppio      | Filip Maciejuk        |
| 2018 | Remco Evenepoel         | Luke Plapp          | Andrea Piccolo        |
| 2019 | Antonio Tiberi          | Enzo Leijnse        | Marco Brenner         |
| 2020 | Não se disputou         | Não se disputou     | Não se disputou       |
| 2021 | Gustav Wang             | Joshua Tarling      | Alec Segaert          |

### Contrarrelógio por equipas
| Ano  | Ganyadores                                                                                      | Segundos                                                                                     | Terceiros                                                                                                   |
| ---- | ----------------------------------------------------------------------------------------------- | -------------------------------------------------------------------------------------------- | --- |
| 1975 | União Soviética · Nikolaï Bondarenko · Guennadi Karavajev · Ivan Romanov · Leonid Toropov       | Polónia · Piotr Dobraszak · Witold Mokiejewski · Andrzej Piotrowski · Zbigniew Pieta         | Alemanha Oriental · Detlef Macha · Andreas Petermann · Siegbert Schmeisser · Volker Winkler                 |
| 1976 | Itália · Corrado Donadio · Gianni Giacomini · Ivano Maffei · Alessandro Primavera               | União Soviética · Viktor Srebnikov · Igor Schirikov · Viatcheslav Dedenov · Pavel Lazarev    | Polónia · Bogdan Bezdzietny · Stefan Ciekanski · Witold Mokiejewski · Andrzej Pajor                         |
| 1977 | Alemanha Oriental · Thomas Barth · Falk Boden · Andreas Kluge · Olaf Ludwig                     | União Soviética · Andrei Apressov · Yuri Kachirin · Oleg Logvin · Vladimir Korjov            | Itália · Pierangelo Bincoletto · Daniele Caroli · Maurizio Reali · Walter Petinatti                         |
| 1978 | Alemanha Oriental · Thomas Barth · Falk Boden · Olaf Ludwig · Udo Smektala                      | União Soviética · Alguis Waitkus · Oleg Flischin · Viktor Kripushin · Vladimir Makarkin      | Estados Unidos · Jeff Bradley · Greg Demgen · Rum Kiefel · Greg LeMond                                      |
| 1979 | União Soviética · Sergei Starodubschev · Viktor Demidenko · Sergei Tschapk · Vladimir Volochin  | Suécia · Per Mikael Christiansson · Juha Narkiniemi · Thomas Rask · Hakan Jensen             | Estados Unidos · Greg LeMond · Mark Frise · Jeff Bradley · Andrew Hampsten                                  |
| 1980 | União Soviética · Viktor Demidenko · Sergueï Voronine · Sergei Tschapk · Oleg Petrovich Chuzhda | Estados Unidos · Andrew Hampsten · Gavin Chilcott · Lê Fleming · Steve Manthey               | Dinamarca · Brian Sorensen · Jens Veggerby · René Andersen · Wagner Rasmussen.                              |
| 1981 | Alemanha Oriental · Uwe Ampler · Frank Jesse · Dão Radtke · Ralf Wodinski                       | União Soviética · Sergei Navolokin · Nikolaï Krivocheev · Aiguirdas Chneka · Rinat Nourdinov | Suécia · Mats Andersson · Magnus Knutsson · Stefan Brykt · Lars Wahlqvist                                   |
| 1982 | Alemanha Oriental · Uwe Ampler · Jan Glossmann · Jens Heppner · Andreas Lux                     | União Soviética · Yuri Abramov · Vladimir Chevtchenko · Alexeï Komine · Asiat Saitov         | Dinamarca · Kim Olsen · Lars B. Jensen · Lars Hakam Jensen · Per Pedersen                                   |
| 1983 | Dinamarca · Soren Lilholt · Kim Olsen · Alex Pedersen · Rolf Sørensen                           | União Soviética · Asiat Saitov · Vatslavas Gumuliauskas · Oleg Ermolaiev · Alexeï Siluk      | Estados Unidos · Roy Knickman · David Farmer · Tim Hinz · Tony Palmer                                       |
| 1984 | União Soviética · Nikolaï Razouvaev · Piotr Geukovski · Sergei Kapustin · Igor Sumnikov         | Estados Unidos · David Farmer · Tim Hinz · Peter Howard · Tony Palmer                        | Países Baixos · Tom Cordes · Herbert Dijkstra · Gerrit de Vries · Stefan Rakers                             |
| 1985 | Itália · Mario Cipollini · Maurizio Dametto · Davide Gallerani · Adriano Lorenzi                | União Soviética · Sergei Kapustin · Evgueni Zagrebelny · Alex Datsuk · Valeri Saronov        | Países Baixos · Patrick Coone · Erik Dekker · Gerrit de Vries · Michel Zanoli                               |
| 1986 | Itália · Luca Colombo · Roberto Maggioni · Mauro Consonni · Paolo Morandi                       | União Soviética · Igor Patenko · Viktor Schelkoski · Andreï Olkhov · Vladimir Panasenko      | Alemanha Oriental · Gerd Audhem · Bert Dietz · Steffen Rein · Ronald Rauch                                  |
| 1987 | Itália · Luca Colombo · Luca Daddi · Rosario Fina · Gianluca Tarocco                            | União Soviética · Igor Patenko · Sabin Suleimanov · Oleg Polovnikov · Pavel Tonkov           | Países Baixos · Antoine Lagerwey · Maarten den Bakker · Robert Van de Vin · Gerard Kemper                   |
| 1988 | Itália · Alessandro Baciocchini · Gianfranco Contri · Andrea Peron · Gianluca Tarocco           | Tchecoslováquia · Kamel Dvorcik · Thomas Krc · Pavel Padrnos · František Trkal               | União Soviética · Alexandre Markovnitchenko · Alexandre Ossipov · Sergei Savinotchkin · Dimitri Tcherkachin |
| 1989 | Itália · Rossano Brasi · Andrea Peron · Davide Rebellin · Cristian Salvato                      | Países Baixos · Servais Knaven · Marcel Vegt · Richard Groenendaal · Patrick Van Dijken      | União Soviética · Alexeï Kaluguin · Vladimir Abramov · Vladimir Douma · Anatoli Bagdevitch                  |
| 1990 | União Soviética · Sergueï Aoutko · Igor Dziuba · Pavel Tcherkassov · Mikhaïl Touze              | Itália · Rossano Brasi · Nicola Giacomazzi · Mauro Monaro · Daniele Nardello                 | Polónia · Dariusz Baranowski · Artur Krzeszowiec · Grzegor Rosolinski · Bernard Wierzbinski                 |
| 1991 | União Soviética · Dmitri Mourachko · Alexandre Kozlov · Mikhaïl Teteriuk · Igor Bondchoukov     | Estados Unidos · Matthew Johnson · George Hincapie · Fred Rodriguez · Chris Wherry           | Espanha · Victoriano Fernández · José Antonio Gil · Igor González de Galdeano · Valentín Zubieta            |
| 1992 | Itália · Alberto Romio · Marco Velo · Massimo Mori · Massimo Martini                            | Polónia · Pavel Niedzwiecki · Marcin Gebke · Piotr Przydział · Bernard Bocian                | França · James Jardillier · Anthony Langella · Franck Perque · Franck Trotel                                |
| 1993 | Itália · Oscar Biason · Massimo Martini · Flavio Zandarin · Ruggiero Tarraco                    | Alemanha · Patrick Burkhardt · Jean-Paul Furus · Jörg Ludewig · Jörg Jaksche                 | Chéquia · Bronislaw Fialkowki · Pavel Prchal · Ondřej Sosenka · Jozef Zabka                                 |

## Palmarés feminino

### Corrida em linha
| Ano  | Ganhadora              | Segunda                | Terceira             |
| ---- | ---------------------- | ---------------------- | -------------------- |
| 1987 | Catherine Marsal       | Alga Zagorska          | Ellis Guazzaroni     |
| 1988 | Gitte Hjörtflod        | Est Van Verseveld      | Lotte Schmidt        |
| 1989 | Deirdre Demet          | Jessica Grieco         | Elena Netchaeva      |
| 1990 | Ina-Yoko Teutenberg    | Jessica Grieco         | Danielle Overgaag    |
| 1991 | Elsbeth van Rooy-Vink  | Sally Dawes            | Fabiana Luperini     |
| 1992 | Hanka Kupfernagel      | Elisabeth Chevanne     | Marion Borst         |
| 1993 | Elisabeth Chevanne     | Cinzia Faccin          | Karine Boitier       |
| 1994 | Diana Žiliūtė          | Alla Epifanova         | Evi Gensheimer       |
| 1995 | Andrea Hänni           | Kerstin Scheitle       | Lisbeth Simper       |
| 1996 | Alessandra D'Ettorre   | Oksana Saprykina       | Martina Corazza      |
| 1997 | Mirella van Melis      | Nicole Brändli         | Sofie Andersson      |
| 1998 | Tina Liebig            | Olga Zabelínskaia      | Nathalie Bates       |
| 1999 | Geneviève Jeanson      | Trixi Worrack          | Noemi Cantele        |
| 2000 | Nicole Cooke           | Magdalena Sadlecka     | Clare Hall-Patch     |
| 2001 | Nicole Cooke           | Pleuni Möhlmann        | Maja Włoszczowska    |
| 2002 | Suzanne de Goede       | Claudia Stumpf         | Monica Holler        |
| 2003 | Loes Markerink         | Irina Tolmacheva       | Sabine Fischer       |
| 2004 | Marianne Vos           | Marta Bastianelli      | Ellen van Dijk       |
| 2005 | Mie Bekker Lacota      | Marianne Vos           | Rasa Leleivytė       |
| 2006 | Rasa Leleivytė         | Marina Romoli          | Eleonora Patuzzo     |
| 2007 | Eleonora Patuzzo       | Cherise Taylor         | Valentina Scandolara |
| 2008 | Jolien D'Hoore         | Rossella Callovi       | Hanna Amend          |
| 2009 | Rossella Callovi       | Pauline Ferrand-Prévot | Susanna Zorzi        |
| 2010 | Pauline Ferrand-Prévot | Rossella Ratto         | Coryn Rivera         |
| 2011 | Lucy Garner            | Jessy Druyts           | Christina Siggaard   |
| 2012 | Lucy Garner            | Eline Brustad          | Anna Stricker        |
| 2013 | Amalie Dideriksen      | Anastasiia Iakovenko   | Olena Demidova       |
| 2014 | Amalie Dideriksen      | Sofia Bertizzolo       | Agnieszka Skalniak   |
| 2015 | Chloe Dygert           | Emma White             | Agnieszka Skalniak   |
| 2016 | Elisa Balsamo          | Skylar Schneider       | Susanne Andersen     |
| 2017 | Elena Pirrone          | Emma Norsgaard         | Letizia Paternoster  |
| 2018 | Laura Stigger          | Marie Le Net           | Simone Boilard       |
| 2019 | Megan Jastrab          | Julie De Wilde         | Lieke Nooijen        |
| 2020 | Não se disputou        | Não se disputou        | Não se disputou      |
| 2021 | Zoe Bäckstedt          | Kaia Schmid            | Linda Riedmann       |

### Contrarrelógio
| Ano  | Ganhadora               | Segunda                 | Terceira               |
| ---- | ----------------------- | ----------------------- | ---------------------- |
| 1995 | Linda Visentini         | Christina Becker        | Tatiana Stiajkina      |
| 1996 | Rachael Linke           | Natascha Klewitz        | Samanta Loschi         |
| 1997 | Olga Zabelínskaya       | Sylvia Hübscher         | María Mercedes Cagigas |
| 1998 | Trixi Worrack           | Olga Zabelínskaya       | Geneviève Jeanson      |
| 1999 | Geneviève Jeanson       | Juliette Vandekerckhove | Trixi Worrack          |
| 2000 | Juliette Vandekerckhove | Katherine Bates         | Bertine Spijkerman     |
| 2001 | Nicole Cooke            | Natalia Boyarskaya      | Diana Elmentaitė       |
| 2002 | Anna Zugno              | Tatiana Guderzo         | Claudia Hecht          |
| 2003 | Bianca Purath-Knoepfle  | Loes Markerink          | Íris Slappendel        |
| 2004 | Tereza Huříková         | Rebecca Much            | Amanda Spratt          |
| 2005 | Lisa Brennauer          | Tereza Huříková         | Mie Bekker Lacota      |
| 2006 | Rebecca Spence          | Lesia Kalytovska        | Mie Bekker Lacota      |
| 2007 | Josephine Tomic         | Valeria Kononenko       | Jerika Hutchinson      |
| 2008 | Maria Grandt Petersen   | Valeria Kononenko       | Laura Dittmann         |
| 2009 | Hanna Solovey           | Pauline Ferrand-Prevot  | Elizaveta Oshurkova    |
| 2010 | Hanna Solovey           | Pauline Ferrand-Prevot  | Amy Cure               |
| 2011 | Jessica Allen           | Elinor Barker           | Mieke Kröger           |
| 2012 | Elinor Barker           | Cecilie Uttrup Ludwig   | Demi de Jong           |
| 2013 | Séverine Eraud          | Alexandria Nicholls     | Alexandra Manly        |
| 2014 | Macey Stewart           | Pernille Mathiesen      | Anna-Leeza Hull        |
| 2015 | Chloe Dygert            | Emma White              | Anna-Leeza Hull        |
| 2016 | Karlijn Swinkels        | Lisa Morzenti           | Juliette Labous        |
| 2017 | Elena Pirrone           | Alessia Vigília         | Madeleine Fasnacht     |
| 2018 | Rozemarijn Ammerlaan    | Camila Alessio          | Elynor Bäckstedt       |
| 2019 | Aigul Gareeva           | Shirin van Anrooij      | Elynor Bäckstedt       |
| 2020 | Não se disputou         | Não se disputou         | Não se disputou        |
| 2021 | Alena Ivanchenko        | Zoe Bäckstedt           | Antonia Niedermaier    |